# إدوين آدامز
إدوين آدامز (بالإنجليزية: Edwin Adams)‏ هو سياسي أمريكي، ولد في 8 مارس 1829 في الولايات المتحدة، وتوفي في 10 مايو 1908 في الولايات المتحدة.